# OM Digital Solutions
OM Digital Solutions è un'azienda fotografica giapponese fondata nel 2021. 
Olympus ha venduto il 1º gennaio 2021 la divisione Imaging al fondo Japan Industrial Partners, a seguito di un piano riorganizzativo interno, avvenuto nell'autunno 2020.La nuova azienda, ridenominata in OM Digital Solutions, ha ereditato la produzione e distribuzione dei corpi delle fotocamere mirrorless di Olympus(dal 2022 i modelli inediti della nuova azienda sono marchiati OM System) e degli obiettivi intercambiabili M.Zuiko. Entro il 2027, i corpi macchine e le stesse lenti ancora a marchio Olympus cesseranno la produzione.